# CFG 뱅크 아레나
CFG 뱅크 아레나(영어: CFG Bank Arena)는 미국 메릴랜드주 볼티모어에 위치한 실내 경기장이다. 과거 NBA 볼티모어 불리츠와 ABA 볼티모어 클로스 그리고 과거 AHL 볼티모어 스킵잭스, 볼티모어 밴디츠, 볼티모어 클리퍼스와 WHA 볼티모어 블레이즈의 홈경기장으로 사용했다.

## WNBA경기
| 날짜            | 팀1           | 스코어  | 팀2             |
| --------------- | ------------- | ------- | --------------- |
| 2025년 5월 28일 | 인디애나 피버 | 77 - 83 | 워싱턴 미스틱스 |
| 2025년 9월 7일  | 인디애나 피버 | -       | 워싱턴 미스틱스 |

| NBA 올스타전 개최 경기장 |                           |             |
| 1968년                   | 1969년 볼티모어 시빅 센터 | 1970년      |
| 매디슨 스퀘어 가든       | 1969년 볼티모어 시빅 센터 | 더 스펙트럼 |
|                          |                           |             |
|                          |                           |             |